# フォリ・ア・ドゥ
『フォリ・ア・ドゥ - FOB狂想曲』(ふぉり・あ・どぅ - エフオービーきょうそうきょく、Folie à Deux)は、フォール・アウト・ボーイの4作目のアルバム。プロデューサーは前作同様ニール・アヴロンである。アルバム名は精神病の名前で、和訳すると「ふたり狂い」となる。
なお、発売日は当初米大統領選挙の日（11月4日）であった。しかし、政治的なメッセージではなく、単なる話題作りだと受け入れられているとメンバーが判断したこと、ガンズ・アンド・ローゼズの17年振りの新作と発売時期が重なることなどにより、延期されることとなった。ちなみに、先行シングル「I Don't Care」のPVにアメリカアラスカ州知事のサラ・ペイリンが出演している。

## 収録曲
1. ディスロイヤル・オーダー・オブ・ウォーター・バッファローズ - Disloyal Order Of Water Buffaloes
2. アイ・ドント・ケア - I Don't Care
  - 1stシングル。2008年9月8日リリース。
3. ボクのウィノーナ - She's My Winona
4. アメリカズ・スウィートハーツ - America's Suitehearts
  - 2ndシングル。2009年1月リリース（プロモーションリリース：2008年12月8日）。
5. クーパーズタウンにヘッド・スライディング - Headfirst Slide Into Cooperstown On A Bad Bet
  - 3rdシングル。2009年6月15日リリース（プロモーションリリース：2008年10月7日）。
6. ゴールド・スタンダード - The (Shipped) Gold Standard
7. コーヒーズ・フォー・クローザーズ - (Coffee's For Closers)
8. ピッタリだぜ、ドニー - What A Catch, Donnie
  - 4thシングル。2009年9月7日リリース（プロモーションリリース：2008年10月14日）。
9. 27 - 27
10. ティファニー・ブルース - Tiffany Blews
  - ゲストボーカルにリル・ウェインが参加している。
11. w.a.m.s. - w.a.m.s.
  - この楽曲のみ、ファレル・ウィリアムスによるプロデュースである。
12. 20ダラー・ノーズ・ブリード - 20 Dollar Nose Bleed
13. ウエスト・コースト・スモーカー - West Coast Smoker
  - ゲストボーカルにデビー・ハリーが参加している。
14. パヴラヴ - Pavlove
15. アイ・ドント・ケア -アコースティック - I Don't Care (Acoustic Version)
16. 今夜はビート・イット feat. ジョン・メイヤー - Beat It featuring John Mayer
  - マイケル・ジャクソンのカバー。ジョン・メイヤーがギターソロで参加。

14～16曲目は日本盤のボーナス・トラック。
1曲目を巻き戻すと聴くことができる隠しトラックLullabyeが存在する。
デラックス・エディションDVD
1. 僕らは訴えられずに済んだ - Our Lawyer Made Us Change the Name of This Song So We Wouldn't Get Sued (Live from Summer Sonic 07)
2. サンクス・フォー・ザ・メモリーズ - Thnks fr th Mmrs (Live from Summer Sonic 07)
3. サタデイ - Saturday (Live from Summer Sonic 07)
4. Infinity on High International EPK （インタビューや特典映像などを収録）

## その他
- 先行シングル「I Don't Care」のPVにはサラ・ペイリンの他、複数のアーティストが出演している。
- 「What A Catch, Donnie」には、ゲイブ・サポータやトラヴィス・マッコイなど、ディケイダンスに所属するアーティストらがゲストとして参加し、今までに出されたFOBのシングル曲（主にサビ）を歌っている。そのほか、エルヴィス・コステロ、ブレンドン・ウーリー、アレックス・デロン、ウィリアム・ベケットらが参加している。このうち、ブレンドン・ウーリーは12曲目「20 Dollar Nose Bleed」、アレックス・デロンは10曲目「Tiffany Blews」にもゲスト参加している。